# Саквіквініо
Саквіквініо (груз. საკვიკვინიო) — село в Грузії.
За даними перепису населення 2014 року в селі проживає 704 особи.